# Drossaerde

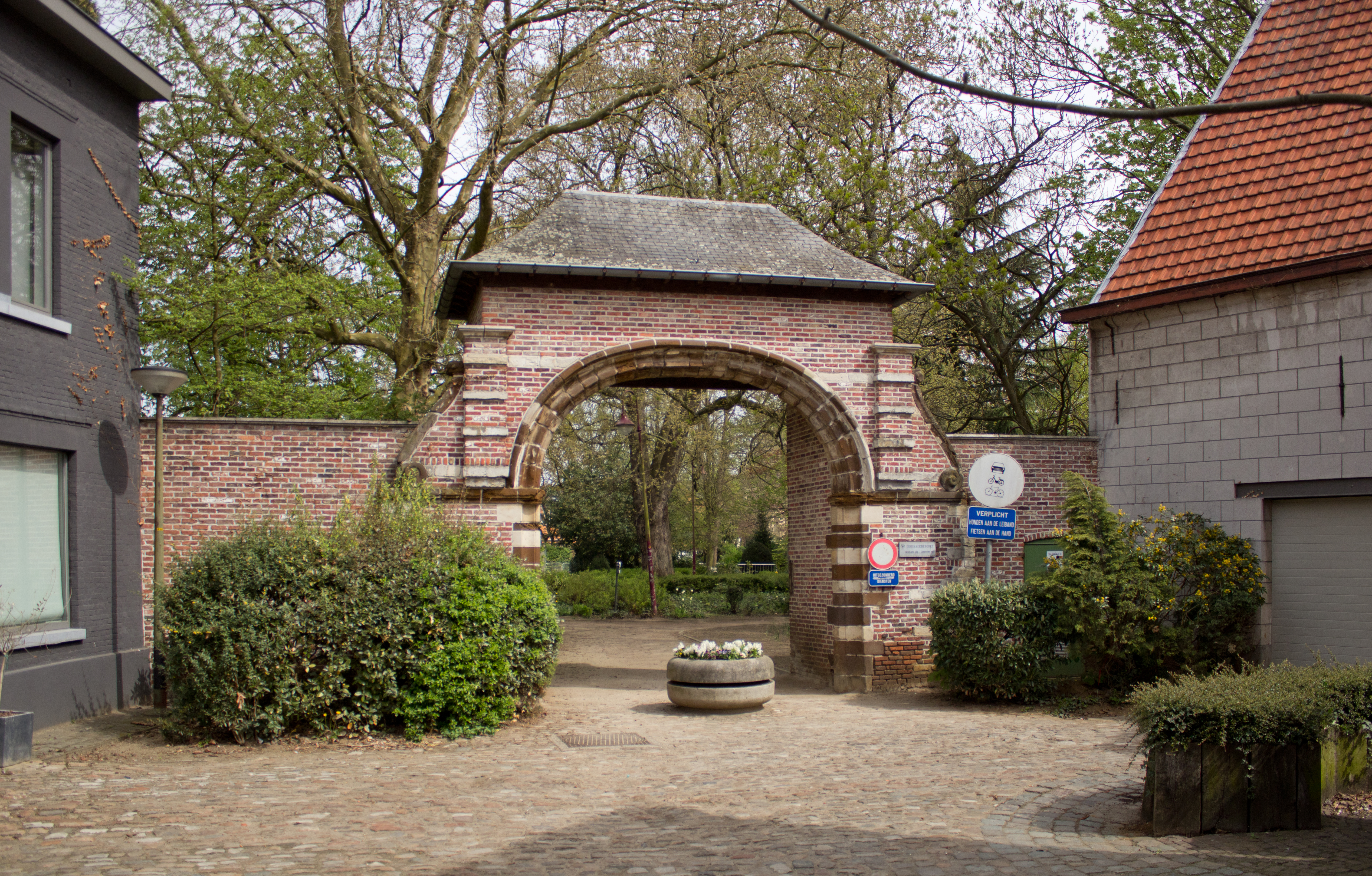
Poort van de Drossaerde

De Drossaerde is een voormalig kasteel in de Vlaams-Brabantse plaats Aarschot, gelegen in het huidige Stadspark.
De Drossaerde was de zetel van de heren van Aarschot en later van de drossaard van het Land van Aarschot. In de jaren 1578-1582 werd het kasteel grotendeels verwoest. Een tekening uit 1598 toont nog slechts het woonhuis met trapgevels van 1470, terwijl onder meer de slotkapel, de laatgotische grote zaal, de neerhof en de stallingen waren verdwenen of geruïneerd.
Het huis werd vanaf 1927 gebruikt als stadhuis maar in 1940 viel het ten offer aan een bombardement en werd daarna afgebroken. Slechts een laatgotische korfboogpoort van ijzerzandsteen bleef bewaard. Deze werd in 1982 gerestaureerd.